# Friedel Lutz
Alfred "Friedel" Lutz (21 de gener de 1939 - 7 de febrer de 2023) va ser un futbolista professional alemany que jugava com a lateral. Va passar la major part de la seva carrera a l'Eintracht Frankfurt. A nivell internacional, va jugar 12 partits amb la selecció de l'Alemanya Occidental.

## Carrera de club
Lutz va néixer a Bad Vilbel, Alemanya. Va fitxar per l'Eintracht Frankfurt el 1955 i va continuar jugant al club fins al 1973. Amb l'Eintracht Frankfurt, va arribar a la final de la Copa d'Europa de la temporada 1959-60, que el Frankfurt va perdre per 7-3 contra el Reial Madrid. Per a la temporada 1966–67 va fitxar pel 1860 Munich, que aleshores campió de la 1. Bundesliga, però va tornar a l'Eintracht Frankfurt després d'una temporada plena de lesions.

## Carrera internacional
Va debutar amb la selecció de l'Alemanya Occidental el 3 d'agost de 1960 a Islàndia, i una lesió important li va impedir participar a la Copa del Món de la FIFA de 1962 amb la seva selecció. No obstant això, va guanyar una medalla de subcampió amb la selecció alemanya de l'Oest quatre anys més tard a la Copa del Món de la FIFA de 1966. Lutz es va retirar de jugar amb la selecció alemanya després d'aquell torneig, i va fer la seva última aparició en una victòria a la semifinal contra la Unió Soviètica (2-1). En total va guanyar 12 internacionalitats.

## Vida personal i mort
Lutz estava casat i tenia un fill. Va morir el 7 de febrer de 2023, als 84 anys.